# 聖胡安德里奧區
聖胡安德里奧區（西班牙語：Distrito de San Juan del Oro），是秘魯的一個區，位於該國東南部普諾大區的桑迪亞省，始建於1955年11月7日，面積197.14平方公里，海拔高度1,320米，2005年人口5,624人，人口密度每平方公里29人。